# Igreja de Santa Hildegard

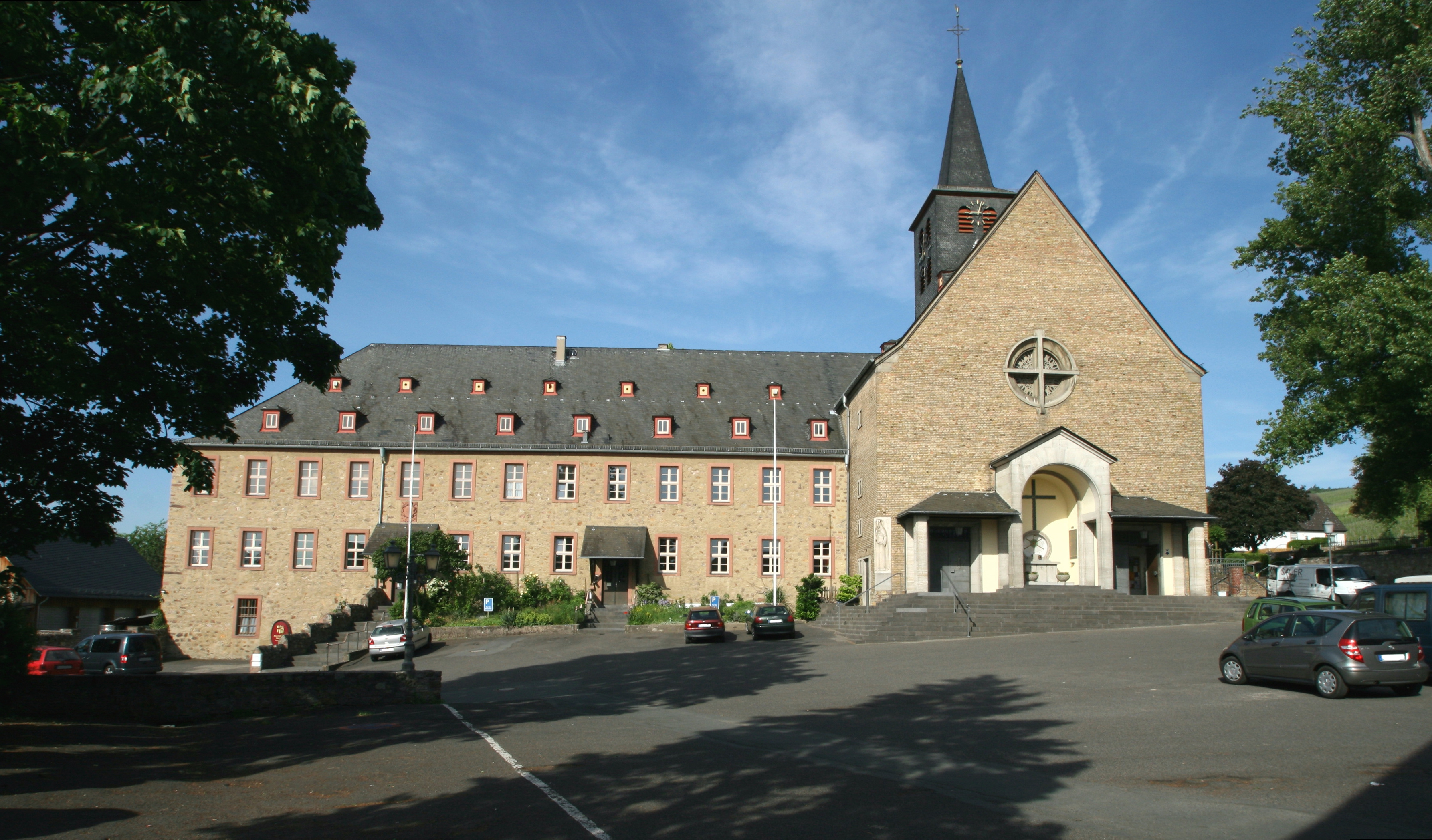
Igreja de Santa Hildegard, Eibingen

A Igreja de Santa Hildegard é um templo católico da Alemanha, localizado em Eibingen. Sua padroeira é santa Hildegard von Bingen, e seu co-padroeiro é São João Batista. Foi fundada em 1165 e preserva as relíquias dos santos. Em 1932 um incêndio a devastou até os alicerces, e só o relicário dos santos foi salvo. Em respeito à história a igreja foi reconstruída no seu estilo original, sendo reinaugurada em 1935, com decorações de Ludwig Baur. Em 1998 foi extensamente reformada.